# Regional Air Lines
Regional Air Lines (mã IATA =FN, mã ICAO = RGL) là hãng hàng không tư của Maroc, trụ sở ở Casablanca. Hãng có căn cứ ở Sân bay quốc tế Mohammed V và có các tuyến đường quốc nội cũng như quốc tế tới vài nước trong vùng.

## Lịch sử
Regional Air Lines được thành lập năm 1996 và bắt đầu hoạt động từ tháng 7 năm 1997. Regional Air Lines là hãng hàng không tư đầu tiên ở Morocco do các công ty "Atlanta Assurance" sở hữu 44,7%, "Royal Marocaine d'Assurance" 36% và các nhà đầu tư khác.

## Các nơi đến
(Tháng 1/2006):
- Maroc

- Agadir
- Al Hoceima
- Casablanca
- Dakhla
- El Aaiún
- Fes
- Guelmim
- Marrakech
- Nador
- Ouarzazate
- Tan Tan
- Tangier

- Bồ Đào Nha

- Lisbon

- Tây Ban Nha

- Las Palmas
- Málaga
- Sevilla
- Valencia

## Đội máy bay
- 6 ATR 42-300
- 4 Raytheon Beech 1900D
- 2 Raytheon Beech King Air 350